# Тетралофодоны
Тетралофодоны (лат. Tetralophodon, буквально: зуб с четырьмя рёбрами) — вымерший род хоботных из семейства Anancidae.

## Описание
Один из многочисленных представителей хоботных, объединяемых под названием мастодоны. Тетралофодоны, наравне с некоторыми другими хоботными, были обычными представителями фауны неогена, от верхнего миоцена до среднего плиоцена, примерно 10,9 миллиона лет.
Тетралофодоны жили по берегам рек и озер Европы, Африки и Азии. Внешне они были вполне слоноподобны. Европейский вид T. longirostris мог достигать 3,45 м в высоту и веса до 10 т.
Большие четырёхгранные зубы этих животных имели размер примерно 60 мм на 80 мм и указывают на питание их крупными плодами. Некоторые особенности, в основном касающиеся зубов, могут показать, что тетралофодон близок к происхождению к современным слонам. В частности, коренные зубы более продвинуты и специализированы, чем у других гомфотериевых.

## Классификация
В род включают следующие вымершие виды:
- Tetralophodon longirostris Kaup, 1832typus
- Tetralophodon curvirostris Bergounioux & Crouzel, 1960
- Tetralophodon gigantorostris Klähn, 1931
- Tetralophodon punjabiensis Lydekker, 1886
- Tetralophodon xiaolongtanensis Chow & Chang, 1974
- Tetralophodon euryrostris Wang, Saegusa, Duangkrayom, He & Chen, 2017[4]